# 一野渡
一野渡（いちのわたり）は、青森県弘前市の地名。郵便番号は036-8134。

## 地理
大和沢川が流れ、周囲を山に囲まれる。町域の北部から東部にかけて大和沢、東部は南津軽郡大鰐町居土、南は秋田県大館市早口・岩瀬、西北は小沢に接する

## 沿革
- 1889年（明治22年） - 千年村の一部。
- 1891年（明治24年） - 当時の記録では人口402、戸数55、厩8であった。
- 1955年（昭和30年） - 弘前市の大字になる。

### 地名の由来
大和沢川に渡しがあり、それに関するものと思われる。

## 世帯数と人口
2023年（令和5年）7月1日現在の世帯数と人口は以下の通りである。
| 一野渡（小字全域） | 194世帯 | 464人 |

## 施設

### 農協
- JAつがる弘前千年第一冷蔵庫

### 公共
- 弘前市民の森
- 座頭石つり堀広場
- 一野渡集落農事集会所

### 景勝地
- 座頭石

## 小・中学校の学区
市立小・中学校に通う場合、学区は以下の通りとなる。
| 大字   | 番・番地 | 小学校               | 中学校           |
| ------ | -------- | -------------------- | ---------------- |
| 一野渡 | 全域     | 弘前市立大和沢小学校 | 弘前市立南中学校 |

## 交通
- 弘南バス

下一野渡、一野渡、上一の渡、南一の渡、座頭石（弘前駅 - 座頭石線）停留所。